# 韦斯特伍德 (艾奥瓦州)
韋斯特伍德（英語：Westwood）是一個位於美國愛荷華州亨利縣的城市。

## 地理
韋斯特伍德的座標為40°57′51″N 91°37′42″W / 40.96417°N 91.62833°W，而該地的平均海拔高度為213米（即699英尺）。

## 人口
根據2010年美國人口普查的數據，韋斯特伍德的面積為0.39平方千米，當中陸地面積為0.39平方千米，而水域面積為0.00平方千米。當地共有人口112人，而人口密度為每平方千米287人。